# Lijst van bisschoppen van Groningen-Leeuwarden
Onderstaand volgt een lijst van bisschoppen van het bisdom Groningen-Leeuwarden, een Nederlands rooms-katholiek bisdom (tot 26 november 2005 bisdom Groningen geheten).
| Bisschop van Groningen (eerste instelling van het bisdom, 12 mei 1559)  | Bisschop van Groningen (eerste instelling van het bisdom, 12 mei 1559) | Bisschop van Groningen (eerste instelling van het bisdom, 12 mei 1559) |
| ----------------------------------------------------------------------- | ---------------------------------------------------------------------- | ---------------------------------------------------------------------- |
| 1559 - 1576                                                             | Johannes Knijff O.F.M. Obs.                                            |                                                                        |
| 1589 - 1592                                                             | Jan van Bruhesen                                                       |                                                                        |
| 1593 - 1594                                                             | Arnold Nijlen O.P.                                                     |                                                                        |
| Bisschop van Groningen (tweede instelling van het bisdom, 16 juli 1955) |                                                                        |                                                                        |
| 1956 - 1969                                                             | Petrus Nierman                                                         |                                                                        |
| 1969 - 1999                                                             | Bernard Möller                                                         |                                                                        |
| 1999 - 2005                                                             | Wim Eijk                                                               |                                                                        |
| Bisschop van Groningen-Leeuwarden (na hernoeming, 26 november 2005)     |                                                                        |                                                                        |
| 2005 - 2007                                                             | Wim Eijk                                                               | In 2007 benoemd tot aartsbisschop van Utrecht                          |
| 2008 - 2016                                                             | Gerard de Korte                                                        | In 2016 benoemd tot bisschop van 's-Hertogenbosch                      |
| 2017 - 2024                                                             | Ron van den Hout                                                       | In 2024 benoemd tot bisschop van Roermond                              |
| 2025 - heden                                                            | Ronald Cornelissen                                                     |                                                                        |